# Fabienne Cardot
Pour les articles homonymes, voir Cardot.
Fabienne Cardot, née en 1954 à Paris, est une femme politique et historienne française, spécialiste du Haut Moyen Âge et de l'histoire de l’électricité.

## Biographie
Née en 1954 à Paris, elle étudie en province et en région parisienne puis intègre l'École Normale Supérieure en 1974 en major de promotion.

### Parcours universitaire
Elle est une historienne française agrégée et docteur en Histoire. Elle a en 1976 fait des recherches dans les archives de la société Creusot-Loire  sur la sidérurgie nivernaise au XIXe siècle. Elle a enseigné l'histoire médiévale à Paris-IV Sorbonne de 1980 à 1984. 

### Parcours professionnel
Remarquée par le directeur d'EDF Marcel Boiteux, elle a été Directrice régionale en Franche-Comté, puis Directrice Performance et Management de la Production en 2010.
Responsable éthique à EDF et administrateur du Cercle d'éthique des affaires (en 2006)

### Parcours politique
De 2014 à 2020, elle est conseillère municipale de la ville de Corbigny. 
En 2017, elle se présente comme candidate dissidente aux législatives de la 2ème circonscription de Nièvre, et obtient moins de 3% des voix au premier tour.

## Publications

### Ouvrages
- Fabienne Cardot, L'espace et le pouvoir : étude sur l'Austrasie mérovingienne, Publications de la Sorbonne, 1987, 324 p.

- Prix Gobert 1987 de l’Académie des inscriptions et belles-lettres
- Fabienne Cardot, L'éthique d'entreprise, Presses universitaires de France, 2006, 127 p.
- François Caron et Fabienne Cardot, Histoire de l'électricité en France - Tome I, 1881-1918, Fayard, 1991, 999 p.

### Colloques
- Association pour l'histoire de l'électricité en France, La France des électriciens 1880-1980 : Colloque  ; 1985 ; Paris, Presses universitaires de France, 1986, 464 p.
- Association pour l'histoire de l'électricité en France, 1880-1980, un siècle d'électricité dans le monde : Colloque international d'histoire de l'électricité Paris 1986, actes, Presses universitaires de France, 1987, 444 p.
- Association pour l'histoire de l'électricité en France, L' Électricité et ses consommateurs : Colloque 1987 ; Paris, actes, Presses universitaires de France, 1987, 312 p.
- Association pour l'histoire de l'électricité en France, Des Entreprises pour produire de l'électricité: le génie civil, la construction électrique, les installateurs : Colloque 1988 ; Paris, Presses universitaires de France, 1988, 400 p.
- Fondation EDF, Le Mécénat dans l'histoire : actes du colloque du 21 mars 1989, Paris, SODEL, 1990, 146 p.